# 總舖師 (電影)
《總舖師》（英語：Zone Pro Site），是一部于2013年上映的台灣喜劇类電影，由夏于喬、林美秀、楊祐寧領銜主演，陳玉勳執導，李烈、葉如芬監製。本片入選第64屆柏林影展美食單元。

## 電影介紹
20多年前，台灣辦桌界有三大傳奇「總舖師」，被鄉民們尊稱「人、鬼、神」三霸，稱霸北、中、南！北 -「憨人師」、中 -「鬼頭師」、南 -「蒼蠅師」。近代辦桌文化式微，辦桌三霸匿跡。蒼蠅師想將手路菜（拿手菜）秘訣交給獨生女詹小婉，無奈小婉只想當明星，美美地出現在螢光幕前。因緣際會，小婉從台北跑路回台南後，不但認識了「料理醫生」葉如海，心地善良的小婉，還為了達成一對老夫妻的夢想，決定做出一桌「古早菜」！沒錯..

## 角色介紹

### 主演角色
| 演員   | 角色   | 備註 |
| 夏于喬 | 詹小婉 | 主角，傳奇總舖師‧蒼蠅師之女，綽號「沾醬油」 雖貴為名總舖師的女兒有料理天份，卻對料理沒有興趣，怕魚。 身材長相皆優的她，崇尚時尚，到了台北想當模特兒進入演藝圈，試鏡數百次卻苦無機會，因替男友作保負債而回到老家台南。 貿然接下了新婚老夫婦的辦桌席生意不但認識了阿海，後來還去參加辦桌比賽，最終得到了第二名並獲邀設計台鐵便當。 |
| 林美秀 | 愛鳳   | 傳奇總鋪師‧蒼蠅師的第二任妻子，小婉的後母，人稱「膨風嫂」 幽默風趣，但沒有好手藝，曾與老公的徒弟阿財師比辦桌卻不幸落敗，為了想替「蒼蠅師」出一口氣，就得靠她的繼女小婉。曾誤會小婉在台北拍攝色情片。 |
| 楊祐寧 | 葉如海 | 傳奇總舖師‧鬼頭師的徒弟，桃園客家人，外號「北方16把刀料理醫生」 以拯救難吃料理為己任，雲遊四方，說話帶有極具特色的腔調。 從小被母親拋棄、也坐過牢，後來尋找媽媽的味道而坐火車到台南，也因緣際會認識了小婉，辦桌比賽當天做出了一道番茄炒蛋來懷念他的母親。                                                                        |

### 傳奇總舖師
| 演員   | 角色   | 備註 |
| 吳念真 | 憨人師 | 北部總鋪師「人」 傳說只要吃過他的料理，就會明白做人的滋味。 最神秘的總舖師，找他不一定找得到，有錢也不一定吃得到他做的料理，一切都得靠緣分。 目前居住在華山引道，小婉碰到他兩次，第二次直接搶了小婉的筆記本當材燒（事後有煮了一份料理補償），但也提示小婉關於蒼蠅師在筆記本留下的祕密。 |
| 喜 翔  | 鬼頭師 | 中部總鋪師「鬼」 赫赫有名的大流氓，家傳廚藝一流，身上刺著鬼頭刺青，所以大家都叫他鬼頭師。 因砍殺無故翻桌的奧客而入獄，此後再也沒有人知道他的去向。 後被阿財師請來當辦桌大賽的槍手。但因出獄後失去了味覺而請葉如海幫忙。                                                                 |
| 柯一正 | 蒼蠅師 | 南部總鋪師「神」 本名詹雨成，辦桌天王，師承虎鼻師。可以徒手抓蒼蠅。人稱烏蠅師（蒼蠅師）。一心期盼愛女小婉繼承家業。 |

### 其他角色
| 演員              | 角色               | 備註 |
| 脫 線             | 虎鼻師             | 蒼蠅師的師父，拿手古早菜更是一絕。 現在年事已高，罹患失智症，對於自己拿手料理食譜早已忘記，但在比賽開始後突然有了記憶，開始與旁邊的許永仁討論年輕時碰到的一名少女——月霞，卻意外讓許永仁發現當年月霞給自己的炒米粉是虎鼻師炒的，也在月霞跟黃老先生一起回家時才發現月霞已經結婚，片尾透露後來跟許永仁一起環遊世界。 |
| 吳朋奉            | 虎鼻師師父         | 虎鼻師的師父，於片頭片尾的古早回憶片段出現。 |
| 陳聖昌            | 虎鼻師（小孩）     | 小孩時期的虎鼻師，於片頭片尾的古早回憶片段出現。 |
| 米漿 （黃美龍）   | 廖益財（阿財師）   | 蒼蠅師的徒弟，半路出家。 靠著投機、違背傳統的料理方式及手法而聲名大噪。就連辦桌大賽都是找鬼頭師團隊當槍手。 |
| 陳竹昇            | 水腳A              | 原為飛車搶劫犯，因陰錯陽差搶了阿龍（真正的討債集團，而當時就是要討小婉和她男友的債）放著借據的袋子（其實原本要搶小婉的皮包，但小婉剛好扭到腳而逃過一劫，也剛好跟阿龍差一個路口就會碰到），決定假借討債集團向小婉討錢，結果為盯住兩人偷跑反被迫幫忙比賽。                                                          |
| 陳萬號            | 水腳B              | 原為飛車搶劫犯，因陰錯陽差搶了阿龍（真正的討債集團，而當時就是要討小婉和她男友的債）放著借據的袋子（其實原本要搶小婉的皮包，但小婉剛好扭到腳而逃過一劫，也剛好跟阿龍差一個路口就會碰到），決定假借討債集團向小婉討錢，結果為盯住兩人偷跑反被迫幫忙比賽。                                                          |
| 許振得            | 蔡慶昭             | 召喚獸三人組之魔獸，小婉的粉絲。 平頭，穿著「成田空港」的T恤，表情逗趣。 |
| 陳彥佐            | 劉子煥             | 召喚獸三人組之野獸，小婉的粉絲。 馬桶蓋頭，身材圓潤，穿著全紅緊身運動服，後背黃色小鴨背包。 |
| 錢俞安            | 李維壽             | 召喚獸三人組之怪獸，小婉的粉絲。 馬桶蓋頭，大粗框眼鏡，十足宅男裝扮。 |
| 呂福祿            | 許永仁（年老）     | 辦桌比賽的贊助商老闆，議會議員，對年輕時故鄉鄰家女孩月霞的炒米粉始終念念不忘，後來才發現當年月霞給他的炒米粉是虎鼻師炒的，也在月霞跟黃老先生一起回家時才發現月霞已經結婚，片尾透露後來跟虎鼻師一起環遊世界。 |
| 楊麗音            | 江碧蓮             | 美食鑑定家，外號滅絕師太。 辦桌大賽評審之一。 |
| 單承矩            | 劉 昆              | 美食鑑定家，外號人間愛吃鬼。 辦桌大賽評審之一。 |
| 謝宇威            | 金達仁             | 美食鑑定家，外號金刁嘴，坐輪椅。 辦桌大賽評審之一。 |
| 花太郎 （簡建安） | 丁香魚             | 後援會成員之一，接濟小婉一行人台北落腳處。 |
| 莫愛芳            | 露絲米             | 負責照料虎鼻師的印傭，經長年累月在虎鼻師身旁耳濡目染，學得一手好菜，片尾透露她回印尼賣米粉，還獲得好評。 |
| 王自強            | 王啓旦             | 「王啟旦牛肉湯」老闆，暗地支持小婉，將秘傳千年的王家醬油贊助給小婉作為秘密武器。 演員王自強另分飾勾践與蘇東坡。 |
| 賴佩瑩            | 啓旦嫂             | 「王啟旦牛肉湯」老闆娘，嗓門大。 看不慣膨風嫂的攬客方式，片尾透露她研發了二代的王家醬油。 |
| 廖慧珍            | 主持人             | 台灣第一屆辦桌大賽女主持人。 |
| 高明偉            | 主持人             | 台灣第一屆辦桌大賽男主持人。 |
| 夏大寶            | 主持人             | 台灣第一屆辦桌大賽初複賽主持人 |
| 白明華            | 邱月霞（年老）     | 年輕時住在後壁鄉，委託小婉母女幫忙辦喜酒的老太太，曾經被虎鼻師和許永仁喜歡上。 |
| 陳博文            | 老紳士（黃老先生） | 委託小婉母女幫忙辦喜酒的老先生。 |
| 陳思蓉            | 楊媽媽             | 小婉母女原來的鄰居，口風極鬆。 |
| 徐麗雲            | 魷魚媽             | 小婉和阿海到她家，教他們如何作番茄炒蛋。兒子魷魚只要有番茄炒蛋就能吃三碗飯。 |
| 楊淑惠            | 阿發媽             | 教阿海如何做番茄炒蛋，兒子阿發入獄，國小放學最喜歡吃媽媽做的番茄炒蛋。 |
| 瑄廷              | 貴婦局長           | 台灣第一屆辦桌大賽頒獎人。 |
| 謝金玉            | 房東歐巴桑         | 警察局報案婦人，因被虎鼻師摸屁股報案，強制要虎鼻師搬走，否則要告他，被愛鳳罵肉呆。 |
| 周心宇            | 女警               | 警局受理房東辦案的女警察，被和愛鳳吵架的房東揍。 |
| 蔡武雄            | 洪理事長           | 請阿財師辦桌，分愛鳳十桌，因愛鳳煮出來的菜色沒一樣能吃，害他顏面盡失，罵她人如其名只會「膨風」。 |
| 方茂煜            | 議員               | 邀請許董、洪理事長到家裡吃飯，請阿海來家裡辦桌。 |
| 廖慶泉            | 辦桌主人           | 請鬼頭師辦桌的主人家，警告鬧事流氓「今天的總舖師是鬼頭」。 |
| 盛克誠            | Jerry              | 小婉前男友，借錢欠債跑路，讓連帶保證人小婉負擔500萬債務，也跟著跑路。 |
| 陳美玲            | 註生娘娘           | 將詹小婉的資料交給土地公，請他輸入到電腦裡。 |
| 陳啓明            | 土地公             | 因為失誤將詹小婉的資料弄掉，因而從天庭掉到蒼蠅師的菜堆上。 |
| 徐銘志            | 肉圓店老闆         | 阿海到店裡用餐，說肉圓很難吃，問說「老闆，想讓你的肉圓變得更好吃嗎」 |
| 邱秋菊            | 賣白菜阿姨         | 召喚獸向她詢問還有沒有菱角，詢問得知菱角已經採收完了，向三人推銷自己賣的白菜。 |
| 梁舒涵            | 檳榔西施           | 召喚獸北上找小婉時，到檳榔攤借打電話的小妹 |
| 葉馨渝            | 小小婉             | 童年時期的詹小婉 |
| 胡乃婷            | 飯店櫃台A          | 向詢問的飯店經理說小婉等人住的608號房沒人住，隨經理上去查房。 |
| 李佳燕            | 飯店櫃台B          | 和小婉打電話通風報信，告訴他們「大白鯊上去了快走」 |
| 謝逸諺            | 送便當男孩         | 受阿海之託，將便當拿給小婉。 |

### 客串演員
| 演員     | 角色                 | 備註 |
| 李永豐   | 經 理                | 小婉一行人台北住處的飯店經理。 |
| 吳廷宏   | 原住民司機           | 解救了機車在國道上沒油的野獸和魔獸。 |
| 柯仁堅   | 翻桌流氓             | 數十年前，因翻了鬼頭師的桌（在場的所有人已經警告），甚至嗆聲以自己是『台灣翻桌王』，被鬼頭師用切肉刀所殺（當時他還想拿脆皮烤鴨來擋）。 鬼頭師因此入獄服刑。        |
| 何京寶   | 蕭進榮               | 第一屆辦桌比賽複賽選手，因裁判判定鱷魚不是魚，喪失比賽資格。 |
| 少林銅人 | 少林銅人             | 廟口前銅人(健生中醫診所) |
| 陳希聖   | 討債集團             | 小婉前男友所欠下債務的集團成員。 |
| 黃江豐   | 阿龍                 | 小婉前男友所欠下債務的討債集團成員之一，運氣十分的糟糕，目前已經重傷（手和脖子摔斷），被要求追討小婉前男友所欠下的債務時猜拳猜輸，結果還被水腳A和B搶走所有的東西。 |
| 許力文   | 阿龍女人             | |
| 施易男   | 許永仁（年輕）       | 辦桌比賽的贊助商老闆（年輕時期）。 |
| 韓志     | 阿雄（年輕）         | 月霞年輕時的情人，將月霞的炒米粉留給許老闆吃。 |
| 陳湘盈   | 邱月霞（年輕）       | 常將炒米粉拿去車站給阿雄，阿雄沒回來後拜託許董代為轉交，之後北上找他。                                                                                             |
| 馬念先   | 街頭藝人（友情客串） | 飾演計程車司機，僅於片尾刪減片段播出。 |
| 鳳小岳   | 兩光俠（友情客串）   | 飾演烏克麗麗手，僅於片尾刪減片段播出。 |

## 總舖師 電影原聲帶
| 曲名                    | 歌手                          | 作詞   | 作曲   | 版權製作提供 | 備註          |
| 壁畫                    | -                             | -      | -      | -            | -             |
| 我是沾醬油              | -                             | -      | -      | -            | -             |
| 離開                    | -                             | -      | -      | -            | -             |
| 金罵沒ㄤ （現在無翁）   | 林美秀                        | 馬念先 | 馬念先 | 發記影像設計 | 總舖師 插曲   |
| 膨風嫂與阿財的PK        | -                             | -      | 王希文 | -            | 總舖師 配樂   |
| 五十年前的邂逅          | -                             | -      | -      | -            | -             |
| 北方十六把刀            | -                             | -      | -      | -            | -             |
| 三八阿花吹喇叭 (阿花版) | 夏于喬、陳竹昇 陳萬號、林美秀 | 馬念先 | 馬念先 | 發記影像設計 | 總舖師 主題曲 |
| 蛋蛋的幸福              | -                             | -      | -      | -            | -             |
| 米也會感到驕傲吧        | -                             | -      | -      | -            | -             |
| 月霞的炒米粉            | -                             | -      | -      | -            | -             |
| 沉思                    | 劉文正                        | 鄭貴昶 | 鄭貴昶 |              | 鬼頭師 主題曲 |
| 不橋一下嗎              | -                             | -      | -      | -            | -             |
| 我們不會再分離了        | -                             | -      | -      | -            | -             |
| 有個虎鼻師              | -                             | -      | -      | -            | -             |
| 落跑                    | -                             | -      | -      | -            | -             |
| 憨人大飯店              | -                             | -      | -      | -            | -             |
| 沙灘與月球              | -                             | -      | -      | -            | -             |
| 雞仔豬肚鱉              | -                             | -      | -      | -            | -             |
| 王家醬油                | -                             | -      | 王希文 | -            | -             |
| 招換獸使命必達          | -                             | -      | -      | -            | -             |
| 古早心                  | -                             | -      | -      | -            | -             |
| 蒼蠅的雨鞋              | -                             | -      | -      | -            | -             |
| 進擊的露絲米            | -                             | -      | -      | -            | -             |
| 夏威夷                  | -                             | -      | -      | -            | -             |
| 爸爸的手路菜            | -                             | -      | -      | -            | -             |
| 無怨無悔                | -                             | -      | -      | -            | -             |
| 小婉便當                | -                             | -      | -      | -            | -             |
| 吉普賽蟑螂              | -                             | -      | -      | -            | -             |
| 偶在妳左邊              | -                             | -      | 王希文 | -            | -             |
| 三八阿花吹喇叭 (老王版) | 糯米糰                        | 馬念先 | 馬念先 | 發記影像設計 | 總舖師 主題曲 |

## 電影歌曲

### 主題曲
| 曲別   | 歌曲名稱       | 作詞   | 作曲   | 演唱者 | 備註                                                    |
| 主題曲 | 三八阿花吹喇叭 | 馬念先 | 馬念先 | 糯米糰 | 三八阿花吹喇叭（阿花版） 夏于喬、陳竹昇、陳萬號、林美秀 |

### 插曲
| 曲別 | 歌曲名稱 | 作詞   | 作曲   | 演唱者 | 備註 |
| 插曲 | 金罵沒ㄤ | 馬念先 | 馬念先 | 林美秀 |      |

### 電影配樂
| 曲別     | 歌曲名稱         | 作詞 | 作曲   | 演唱者 | 備註 |
| 電影配樂 | 膨風嫂與阿財的PK | －   | 王希文 |        |      |
| 電影配樂 | 王家醬油         | －   | 王希文 |        |      |
| 電影配樂 | 偶在你左邊       | －   | 王希文 |        |      |

### 版權歌曲
| 曲別     | 歌曲名稱     | 作詞   | 作曲   | 演唱者 | 備註                                        |
| 版權歌曲 | 沉思         | 鄭貴昶 | 鄭貴昶 | 劉文正 | 鬼頭師主題曲                                |
| 版權歌曲 | 懷念的播音員 | 蜚聲   | 吉田正 |        |                                             |
| 版權歌曲 | 霧子的探戈   | 王希文 | 王希文 |        | 原曲歌手：法蘭克永井 日文名字：霧子のタンゴ |

## 票房
台灣方面，最終全台票房為新台幣3.1億元。
| 上一届： 《波西傑克森：妖魔之海》 | 2013年台北週末票房冠軍 第34-37周 | 下一届： 《被偷走的那五年》 |

## 外景

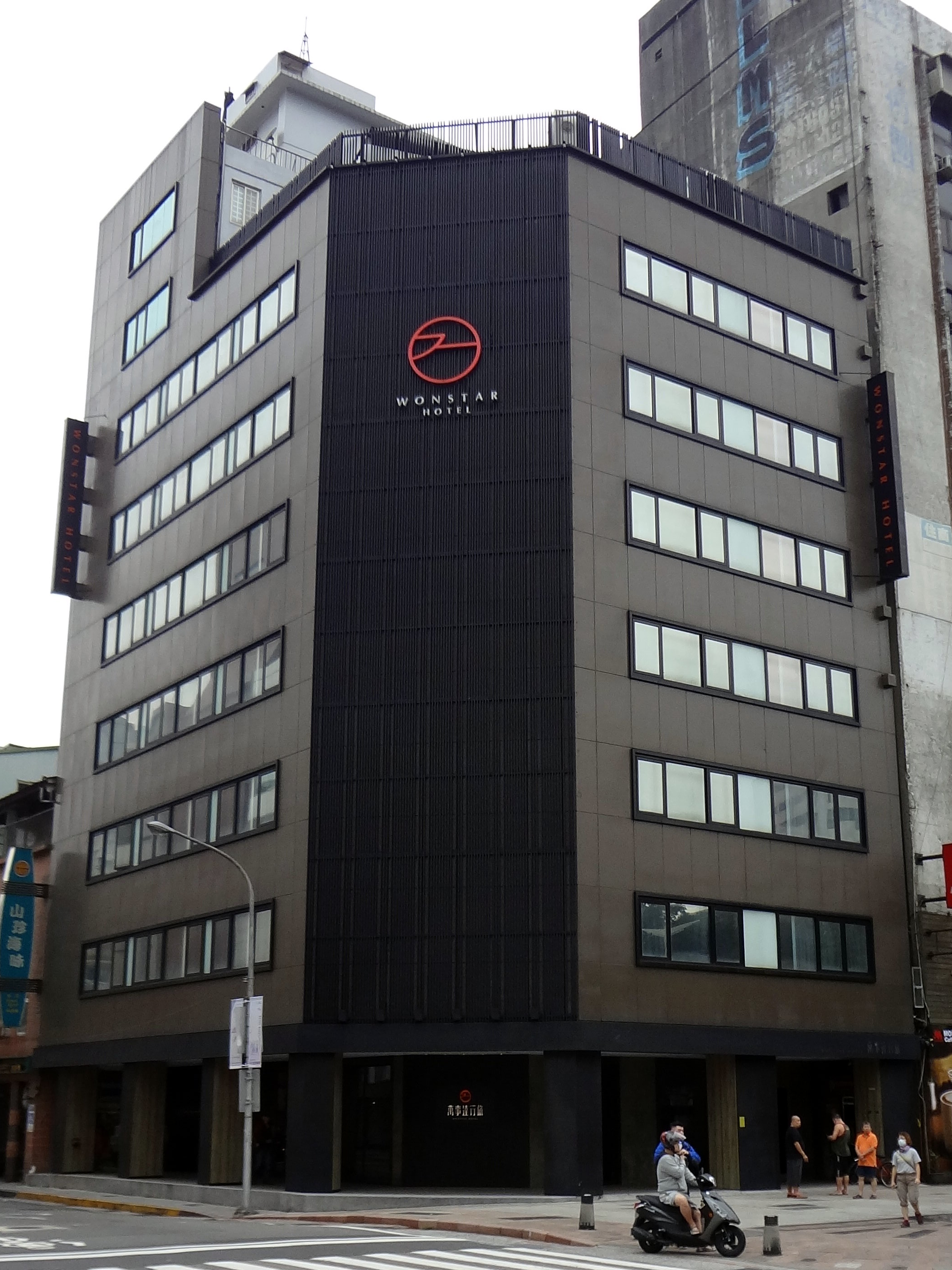
小婉一行人住的地方，拍攝地點是萬事達旅店中華店。

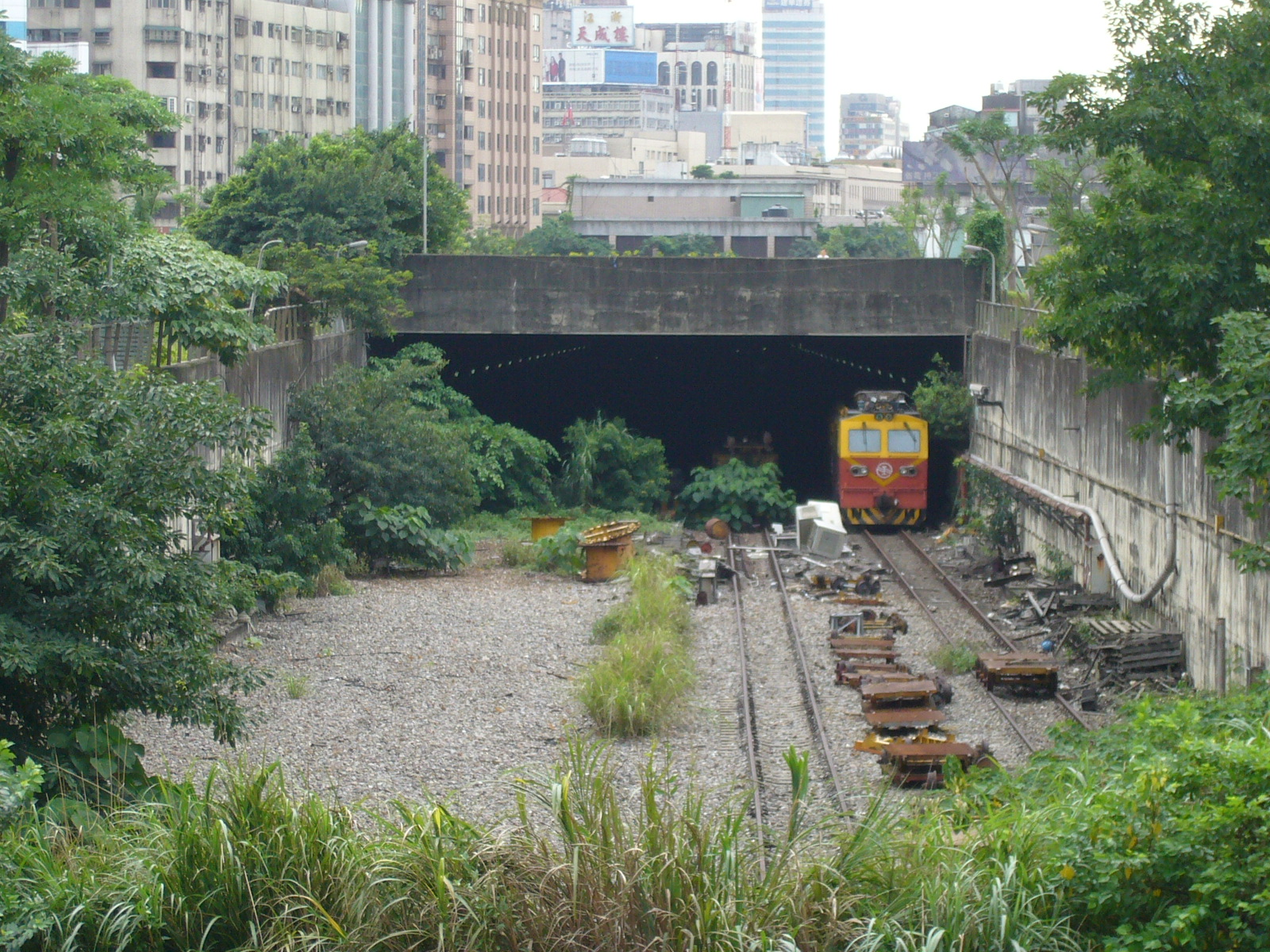
憨人師的隱居地，拍攝地點是原臺鐵華山車站的舊縱貫線東隧道口。

- 台南市

| 縣市/鄉鎮市區 | 場景位置                           | 備註                                           |
| 台南市-北區   | 台南車站                           | 阿海與小婉出車站的地方                         |
| 台南市-北區   | 國賓商業大樓                       | 阿海在攤販自我介紹                             |
| 台南市-學甲區 | 台84線學甲段                       | 召喚獸騎到蓋一半的快速公路                     |
| 台南市-楠西區 | 楠西鹿陶洋江家古厝                 | 虎鼻師的住宅、鬼頭師訓練阿海的地方、小婉的老家 |
| 台南市-楠西區 | 臺南市政府警察局玉井分局楠西分駐所 | 虎鼻師被警察抓到的派出所                       |
| 台南市-安南區 | 國道八號安吉路三段                 | 召喚獸停在檳榔攤                               |
| 台南市-中西區 | 媽祖樓天后宮 忠孝街93巷95號        | 愛鳳小吃店、王啟旦牛肉麵店那條街               |
| 台南市-中西區 | 新臨安橋、金華橋、談情樹           | 阿海說魚兒傳話要喬一下                         |
| 台南市-後壁區 | 後壁車站                           | 阿雄與月霞初戀的地方                           |
| 台南市-七股區 | 六孔碼頭                           | 阿海與小婉騎機車談戀愛的地方                   |
| 台南市-歸仁區 | 歸仁仁壽宮                         | 蒼蠅師辦桌的地方、膨風嫂辦桌被議員罵的地方     |
| 台南市-官田區 | 隆西街 (南62線2.5公里處)           | 召喚獸尋找菱角田的地方                         |
| 台南市-柳營區 | 柳營車站附近 (台一線旁陸橋下)      | 召喚獸打破2500年醬油的地方                     |
| 台南市-麻豆區 |                                    | 重型機車大爆走                                 |

- 嘉義縣：

| 鄉鎮市區 | 場景位置 | 備註                   |
| 水上鄉   | 南靖車站 | 阿雄與月霞初戀的售票亭 |

- 台北市：

| 縣市/鄉鎮市區 | 場景位置                                       | 備註                       |
| 台北市-萬華區 | 西門町-萬事達旅店中華店 （中華路與漢口街口）   | 小婉一行人住的地方         |
| 台北市-信義區 | 國父紀念館                                     | 最後辦桌大賽的地點         |
| 台北市-中正區 | 誠品站前店                                     | 憨人師跑下去讓小婉追的地方 |
| 台北市-中正區 | 華山車站 (台北鐵路地下化專案 台北專案東隧道口) | 憨人師住的地方             |
| 台北市-士林區 | 大西路勝力食堂                                 | 小婉便當店                 |
| 台北市-萬華區 | 環河南路二段125巷15弄                          | 討債集團搶借據的地方       |

## 周邊商品
- 電影書

| 書名                   | ISBN               | 页  | 作者       | 出版社   | 發行日期      |
| ---------------------- | ------------------ | --- | ---------- | -------- | ------------- |
| 總舖師：呷霸尚贏電影書 | ISBN 9789868981843 | 132 | 影一製作所 | 水靈文創 | 2013年8月27日 |

## 獎項
| 獎項                             | 類別                                  | 名字              | 結果 |
| -------------------------------- | ------------------------------------- | ----------------- | ---- |
| 第50屆金馬獎                     |                                       |                   |      |
| 最佳原創電影音樂                 | 作曲：王希文                          | 提名              |      |
| 最佳原創電影歌曲                 | 《金罵沒ㄤ》 詞/曲：馬念先 唱：林美秀 | 提名              |      |
| 第16屆台北電影節                 | 最佳美術獎                            | 黃美清 《總鋪師》 | 獲獎 |
| 第16屆台北電影節                 | 最佳女配角                            | 林美秀 《總鋪師》 | 獲獎 |
| 第13屆紐約亞洲影展               | 觀眾票選獎                            | 《總鋪師》(台灣)  | 獲獎 |
| 第12屆義大利亞洲電影節           | 觀眾票選獎                            | 《總鋪師》(台灣)  | 獲獎 |
| 第四屆加拿大沃爾夫韋爾美食電影節 | 金叉獎                                | 《總鋪師》(台灣)  | 獲獎 |
| 2014年阿姆斯特丹美食電影節       | 觀眾票選獎                            | 《總鋪師》(台灣)  | 獲獎 |

## 外部連結
- 總舖師官方Facebook專頁／新浪微博 （页面存档备份，存于）
- Yahoo奇摩電影上《總舖師》的資料（繁體中文）
- MSN娛樂上《總舖師》的資料（繁體中文）

- 開眼電影網上《總舖師》的資料（繁體中文）
- 香港影庫上《總舖師》的資料（繁體中文）
- 时光网上《總舖師》的資料（简体中文）
- 豆瓣电影上《總舖師》的資料 （简体中文）
- 爛番茄上《總舖師》的資料（英文）
- AllMovie上《總舖師》的资料（英文）
- 互联网电影数据库（IMDb）上《總舖師》的资料（英文）